# Platyarthron
Platyarthron is een kevergeslacht uit de familie van de boktorren (Cerambycidae). De wetenschappelijke naam van het geslacht werd voor het eerst geldig gepubliceerd in 1844 door Guérin-Méneville.

## Soorten
Platyarthron omvat de volgende soorten:
- Platyarthron bilineatum Guérin-Méneville, 1844
- Platyarthron chilense (Thomson, 1861)
- Platyarthron laterale Bates, 1885
- Platyarthron rectilineum Bates, 1880
- Platyarthron semivittatum Bates, 1885
- Platyarthron villiersi Delfino, 1985